# Christian August Crusius

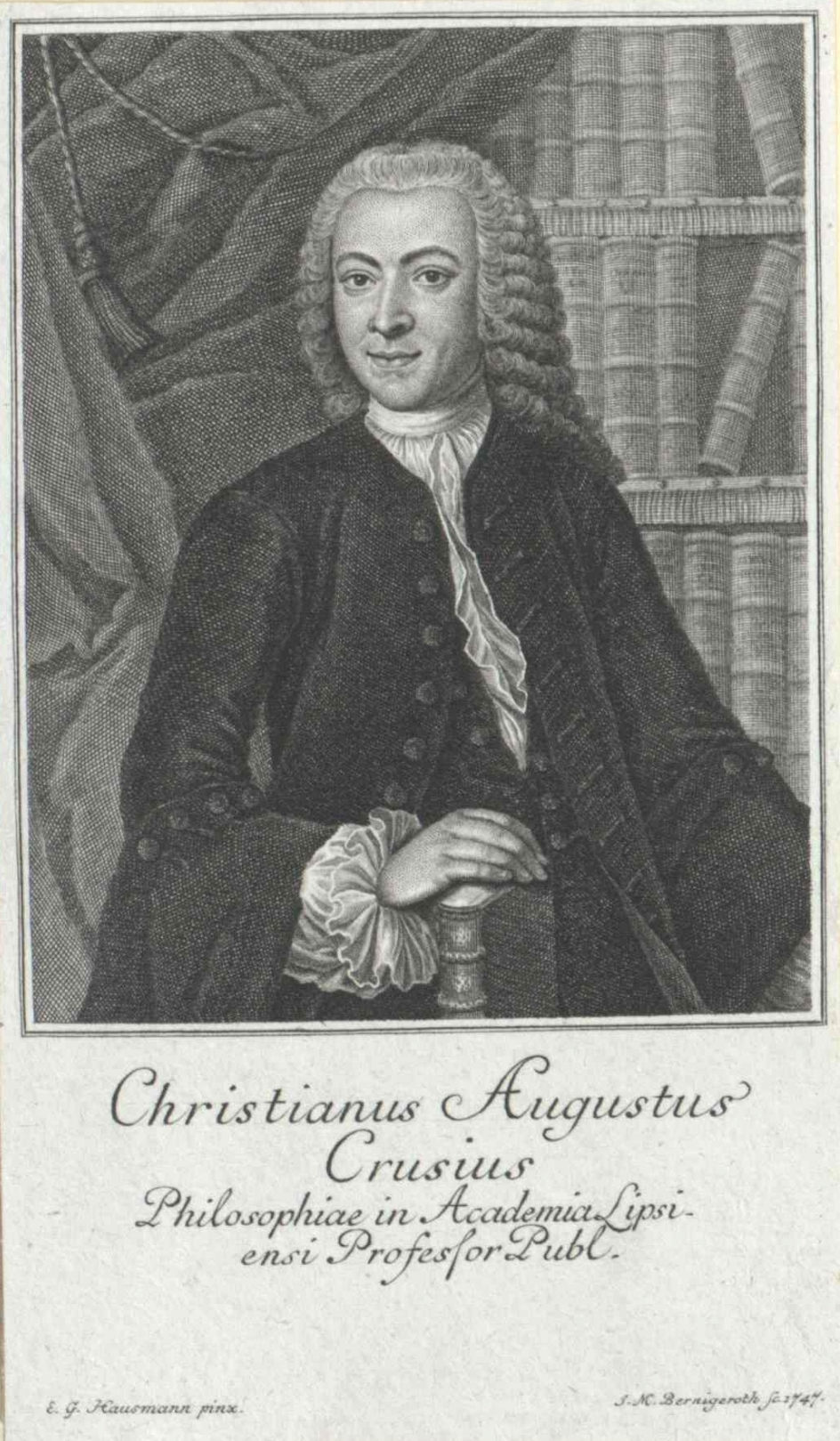
Christian August Crusius, Stich von Johann Martin Bernigeroth (1747) nach einem Gemälde von Elias Gottlob Haußmann

Christian August Crusius (* 10. Juni 1715 in Leuna; † 18. Oktober 1775 in Leipzig) war ein deutscher Philosoph und evangelischer Theologe.

## Leben
Er war Sohn eines Pfarrers und studierte an der Universität Leipzig Philosophie und Theologie, wo er 1744 außerordentlicher Professor der Philosophie und 1750 ordentlicher Professor der Theologie wurde. Neben Johann Franz Buddeus wurde er zu einem der schärfsten Gegner der Philosophie Gottfried Leibniz’ und Christian Wolffs. Gegen diese verfocht er eine Einheit der positiven Offenbarung und der Vernunft und lehnte den ontologischen Gottesbeweis ab. Würdigung fand er erst spät durch Ernst Wilhelm Hengstenberg und Franz Delitzsch.
1767 übernahm er als erster Leipziger Professor das tutoriale Amt eines Präsidenten in der 1716 gegründeten Wendischen Prediger-Gesellschaft zu Leipzig und organisierte sie neu: Neben den sorbischen Predigten sollten die Mitglieder auch Vorträge über andere sorbische Themen halten und sich darüber austauschen.
Crusius übte Einfluss auf die kantische Philosophie aus, obwohl Kant letztlich viele crusische Denkelemente ablehnte.